# دوبژتسا
دوبژتسا (به لهستانی:  Dobrzyca) یک روستا در لهستان است که در گمینا دوبژتسا واقع شده‌است. دوبژتسا ۳٬۲۵۰ نفر جمعیت دارد و ۱۳۲ متر بالاتر از سطح دریا واقع شده‌است.